# Moschea di Saida Msika
La moschea di Saida Msika (arabo: مسجد السيدة مسيكة) era una moschea tunisina situata nel nord della medina di Tunisi, oggi non più esistente.

## Localizzazione
La moschea era situata in via El Kantra.

## Etimologia
Ha ottenuto il suo nome da una santa chiamata Saïda Msika che era conosciuta per la sua morale.

## Storia
La moschea è stata distrutta dopo la ricostruzione del distretto Halfaouine.